# Amt Banzkow
Das ehemalige Amt Banzkow lag im Landkreis Ludwigslust-Parchim in Mecklenburg-Vorpommern (Deutschland). In diesem Amt waren bis 2013 drei Gemeinden zur Erledigung ihrer Verwaltungsgeschäfte zusammengeschlossen. Der Verwaltungssitz befand sich in Banzkow. Durch eine Fusion mit den bisherigen Ämtern Ostufer Schweriner See und Crivitz ging das Amt Banzkow am 1. Januar 2014 im neu gebildeten Amt Crivitz auf, dieses betreibt in Banzkow ein Bürgerbüro.
Das Amt setzte sich aus den drei Gemeinden Banzkow, Plate und Sukow zusammen. Durch die Nähe zur Landeshauptstadt Schwerin wuchs die Bevölkerung seit den 1990er Jahren kontinuierlich.
Das Amtsgebiet erstreckte sich vom Schweriner See im Norden entlang der Stör-Wasserstraße bis hin zur Bundesautobahn 24 im Süden. Im Osten des Amtes befand sich das Landschaftsschutzgebiet Lewitz. Im Süden und Westen grenzte das Gebiet an die Ämter Ludwigslust-Land und Neustadt-Glewe, im Osten an das Amt Crivitz und im Norden an die Landeshauptstadt Schwerin und das Amt Ostufer Schweriner See. Nördlich von Plate (Ortsteil Consrade) erreichen die höchsten Erhebungen eine Höhe von über 70 m ü. NHN.
Neben der Landwirtschaft (Zucht von Angusrindern und Pferden) und der immer mehr dominierenden Windkraft spielt insbesondere der Tourismus eine zunehmende Rolle.
Die Landeshauptstadt Schwerin ist rund 15 Kilometer entfernt.

## Die Gemeinden mit ihren Ortsteilen
- Banzkow mit Goldenstädt, Jamel und Mirow
- Plate mit Consrade und Peckatel
- Sukow mit Zietlitz

## Infrastruktur

### Verkehr
Die Gemeinden sind im Süden über die Anschlussstelle Wöbbelin der Bundesautobahn 24, im Westen über die Anschlussstelle Schwerin-Süd der Bundesautobahn 14 zu erreichen. Durch das Amt Banzkow führten die Bundesstraße 106 (Ludwigslust-Schwerin) und nördlich davon die Bundesstraße 321 (Schwerin-Suckow).
Bahnstationen befinden sich in Plate und Sukow. Der Busverkehr wurde über den Nahverkehr Schwerin und die SGS Bus & Reisen sichergestellt.

### Brandschutz
Fünf Freiwillige Feuerwehren stellten den Brandschutz und die allgemeine Hilfe im Amtsbereich sicher.